# The Fatback Band
A The Fatback Band (később Fatback) egy 1970-ben alapított, funk, diszkó, és R&B zenét játszó New York-i együttes, mely napjainkban is aktív. Legnagyobb népszerűségüknek az 1970-es évek közepétől az 1980-as évek elejéig örvendtek.

## Története
Az együttest Bill "Fatback" Curtis dobos alapította 1970-ben, azzal az elképzeléssel, hogy a dzsesszből ismert ún. "fatback" ütemet ötvözi a funk zenestílussal. Az eredeti felállás tagjai Curtis mellett Johnny King gitáros, Johnny Flippen basszusgitáros, George Williams trombitás, Earl Shelton szaxofonista, George Adams fuvolás, és Gerry Thomas billentyűs voltak. Első sikeres kislemezük az 1972-es Street Dance volt, mely 26. helyet ért el az amerikai R&B toplistán.
Az 1970-es évek közepére a R&B helyett egy diszkósabb stílust tettek magukévá. A Do the Bus Stop, Double Dutch, és Backstrokin számaik nagymértékben hozzájárultak a diszkózene és a linedance kialakulásához. Leghíresebb számuk ebből az időszakból a Spanish Hustle, mely bekerült a Billboard Hot 100-ba. Az 1979-es King Tim III számukat sokan az első rap single-nek tekintik; fél évvel előzte meg a sokkal ismertebb Rapper's Delight-ot.
Az 1980-as évek elején még elkönyveltek néhány sikert, de a diszkó hanyatlásával közkedveltségük is csökkent. Utolsó stúdióalbumukat 1988-ban adták ki. Az együttes régi lemezei továbbra is népszerűségnek örvendtek a rapperek körében, akik ihletet és sample-eket merítettek belőlük. Hivatalosan sosem oszlottak fel; a 2000-es évek elején többször is koncerteztek a régi számaikkal.

## Stúdióalbumok
- Let's Do It Again (1972)
- People Music (1973)
- Feel My Soul (1974)
- Keep On Steppin' (1974)
- Yum Yum (1975)
- Raising Hell (1975)
- Night Fever (1976)
- NYCNYUSA (1977)
- Man With The Band (1977)
- Fired Up 'N' Kickin' (1978)
- Brite Lites/Big City (1979)
- Fatback XII (1979)
- Hot Box (1980)
- 14 Karat (1980)
- Tasty Jam (1981)
- Gigolo (1981)
- On The Floor With Fatback (1982)
- With Love (1983)
- Is This The Future (1983)
- Phoenix (1984)
- So Delicious (1985)
- Tonight's An All-Nite Party (1988)